# فرماندهی جبهه داخلی اسرائیل
فرماندهی جبهه داخلی اسرائیل (عبری: פיקוד העורף‎) (به‌اختصار: پاکار) از فرماندهی‌های منطقه‌ای نیروهای دفاعی اسرائیل است، که مسئولیت دفاع مدنی در اسرائیل را برعهده دارد. این یگان در سال ۱۹۹۲ تأسیس شد. فرماندهی‌های منطقه‌ای دیگر فرماندهی شمالی، فرماندهی جنوبی و فرماندهی مرکزی می‌باشند. ستاد فرماندهی جبهه داخلی در شهر رمله قرار دارد.
این فرماندهی در فوریه ۱۹۹۲ در پاسخ به درس‌های جنگ خلیج فارس، که اولین جنگ از زمان جنگ اعراب و اسرائیل در سال ۱۹۴۸ بود که در آن مراکز جمعیت غیرنظامی با تهدید قابل توجهی روبرو بودند، ایجاد شد. این فرماندهی مسئول آماده‌سازی جمعیت غیرنظامی اسرائیل برای درگیری یا فاجعه، کمک به مردم در طول بحران و مشارکت در بازسازی پس از بحران است.

## تاریخچه
تا زمان تأسیس این فرماندهی، مسئولیت جبهه داخلی تحت فرماندهی ارشد سپاه دفاع غیرنظامی و تحت فرماندهی دفاع منطقه‌ای بود. در آن زمان، سه فرماندهی منطقه‌ای، فرماندهی‌های جبهه داخلی خود را داشتند. پس از جنگ اول خلیج فارس، این سازمان‌ها متحد شدند و فرماندهی جبهه داخلی ایجاد شد. در حال حاضر، فرماندهی آن بر عهده آلوف رافی مایلو است.
نقش فرماندهی جبهه داخلی به عنوان یک سرویس دفاع مدنی در قوانین دفاع مدنی اسرائیل مصوب ۱۹۵۱ و همچنین سایر مقررات و تصمیمات دولتی گنجانده شده است. دفاع مدنی در قانون اسرائیل به شرح زیر تعریف شده است: «اقداماتی که برای دفاع در برابر هرگونه حمله یا خطری که حمله برای جمعیت غیرنظامی ایجاد می‌کند، یا برای به حداقل رساندن نتیجه چنین حمله‌ای برای حذف سلاح‌هایی که برای دفاع از خود نیستند، انجام می‌شود.»
در سال ۲۰۲۱، فرماندهی جبهه داخلی برنامه‌ای برای آیفون و اندروید منتشر کرد که هشدارهای محلی در مورد موشک‌ها و سایر خطرات ارائه می‌دهد. اگرچه معمولاً فقط برای موارد اضطراری در داخل اسرائیل و سرزمین‌های فلسطینی کار می‌کند، اما به دلیل ترس از خشونت‌های ضد اسرائیلی که اسرائیلی‌ها و جوامع یهودی محلی را هدف قرار می‌دهد، دامنه پوشش آن گسترش یافته و شهرهای میزبان یوروویژن در سال‌های ۲۰۲۴ و ۲۰۲۵ را نیز پوشش می‌دهد.

## مأموریت
مأموریت فرماندهی جبهه داخلی حفاظت از جان غیرنظامیان است. این فرماندهی فضای غیرنظامی را قبل از درگیری آماده می‌کند، در طول درگیری از آن پشتیبانی می‌کند، عملیات امداد و نجات را انجام می‌دهد و پس از پایان درگیری به بازسازی سریع فضای غیرنظامی کمک می‌کند. فرماندهی جبهه داخلی دستورالعمل‌های منظمی را برای دفاع غیرنظامی، به ویژه در مواقع اضطراری، منتشر می‌کند و یک مرکز فوریت‌های تلفنی با شماره ۱۰۴ را اداره می‌کند.
این فرماندهی منطقه‌ای نباید با واحد ۶۶۹ اشتباه گرفته شود. واحد جستجو و نجات فرماندهی جبهه داخلی در داخل اسرائیل فعالیت می‌کند و هدف آن نجات غیرنظامیان است که عمدتاً در مواقع بلایای طبیعی فعالیت می‌کنند، در حالی که واحد ۶۶۹ واحد جستجو و نجات تاکتیکی رزمی نیروی هوایی اسرائیل است که رزمندگان را در پشت خطوط دشمن نجات می‌دهد.

## زمینه‌های مسئولیت
طبق وب‌سایت فرماندهی جبهه داخلی، مسئولیت‌های میدانی آن عبارتند از:
- تدوین و انتشار آیین‌نامه دفاع مدنی.
- تهیه و اجرای طرح‌های دفاع مدنی برای کل کشور و تمام قلمرو آن.
- آموزش، راهنمایی و عملیاتی کردن مگن دیوید آدوم در اسرائیل، خدمات آتش‌نشانی و نجات و سایر سازمان‌های کمکی در مورد انجام وظایفشان در زمینه دفاع مدنی.
- هدایت جمعیت در جبهه داخلی و همه مقامات در صحنه جبهه داخلی در طول حملات یا موقعیت‌های منحصر به فرد در جبهه داخلی، همچنین صدور دستورالعمل‌های مناسب.
- هدایت مقامات محلی در مورد انجام وظایفشان در زمینه دفاع مدنی.
- هماهنگی فعالیت‌های وزارتخانه‌های دولتی، کارخانه‌های خصوصی، زیرساخت‌های ملی و سازمان‌های اورژانس در مورد مسائل مربوط به دفاع مدنی.
- تدوین سیاست‌های دفاع مدنی برای همه مناطق و با هماهنگی فرماندهی‌های منطقه‌ای.
- خدمت به عنوان مرجع ذیصلاح، طبق تعریف قانون، برای موضوع سرپناه و خدمت به عنوان مرجع، طبق تعریف مقررات دفاع مدنی برای موضوع مواد خطرناک. تعیین نحوه هشدار به شهروندان، از جمله مشخص کردن آژیرها و سیگنال‌های کاملاً واضح، توزیع آنها و عملکرد آنها از طریق روش‌های مختلف.
- ایجاد سیستمی برای شناسایی، تشخیص و رفع آلودگی مناطق آسیب‌دیده از جنگ شیمیایی یا بیولوژیکی در جبهه داخلی و راه‌اندازی آن سیستم در حین حوادث دفاع مدنی.
- ذخیره و توزیع کیت‌های دفاع شخصی بین مردم مطابق با مقررات مندرج در آیین‌نامه دفاع مدنی (کیت‌های دفاعی) ۵۷۴۱–۱۹۹۰ و مطابق با تصمیمات دولت.
- اعمال اختیارات لازم برای اجرای فعالیت‌های نجات و نجات جان افراد طبق قانون.